# Warriors Bologna 2015
I Warriors Bologna hanno disputato il Girone Sud della Prima Divisione IFL 2015 con la formazione All Blue, cioè di soli giocatori con nazionalità italiana.
Hanno chiuso la stagione regolare con un record di 5 partite vinte e 5 perse, piazzandosi al terzo posto del proprio girone.
Nei quarti di finale, sono stati battuti dai Panthers Parma per 14 – 43.

## Girone
I Guerrieri sono stati inseriti nel Girone Sud della Prima Divisione IFL, assieme alle Aquile Ferrara e quattro squadre dell'Italia Centrale e Meridionale.
| Girone Sud       |
| Aquile Ferrara   |
| Briganti Napoli  |
| Dolphins Ancona  |
| Grizzlies Roma   |
| Marines Lazio    |
| Warriors Bologna |

## Stagione regolare
I Guerrieri hanno disputato un girone all'italiana con andata e ritorno, affrontando due volte le altre squadre del proprio girone, per un totale di 10 incontri (5 in casa, e 5 in trasferta).
| Ferrara 8 marzo 2015, ore 14:30 CEST 1ª giornata | Aquile Ferrara | 23 – 28 (16-0 0-8 0-14 7-6) | Warriors Bologna | Mike Wyatt Field |

| Bologna 15 marzo 2015, ore 16:30 CEST 2ª giornata | Warriors Bologna | 24 – 6 (6-0 0-0 12-0 6-6) | Briganti Napoli | Alfheim Field – Centro sportivo "Giorgio Bernardi" |

| Bologna 21 marzo 2015, ore 21:00 CEST 3ª giornata | Warriors Bologna | 0 – 10 (0-0 0-0 0-3 0-7) | Dolphins Ancona | Alfheim Field – Centro sportivo "Giorgio Bernardi" |

| Roma 29 marzo 2015, ore 15:00 CEST 4ª giornata | Grizzlies Roma | 14 – 17 (7-7 0-7 0-3 7-0) | Warriors Bologna | C.S. Happy Fitness - Via San Gaggio 5 |

| Bologna 18 aprile 2015, ore 21:00 CEST 5ª giornata | Warriors Bologna | 14 – 24 (0-8 12-0 0-0 2-16) | Marines Lazio | Alfheim Field – Centro sportivo "Giorgio Bernardi" |

| Bologna 25 aprile 2015, ore 21:00 CEST 6ª giornata | Warriors Bologna | 6 – 20 (0-7 0-7 6-6 0-0) | Aquile Ferrara | Alfheim Field – Centro sportivo "Giorgio Bernardi" |

| Grumo Nevano 3 maggio 2015, ore 15:30 CEST 7ª giornata | Briganti Napoli | 0 – 33 (0-13 0-8 0-6 0-6) | Warriors Bologna | Campo sportivo |

| Bologna 16 maggio 2015, ore 21:00 CEST 9ª giornata | Warriors Bologna | 0 – 24 (0-14 0-3 0-0 0-7) | Grizzlies Roma | Alfheim Field – Centro sportivo "Giorgio Bernardi" |

| Roma 31 maggio 2015, ore 16:00 CEST 11ª giornata | Marines Lazio | 36 – 20 (8-6 16-14 6-0 6-0) | Warriors Bologna | G.S. Polizia Municipale |

| Ancona 6 giugno 2015, ore 17:00 CEST Bye 3 | Dolphins Ancona | 14 – 15 (0-0 7-3 7-0 0-12) | Warriors Bologna | C.S. Comunale - Via Montagnola |

## Classifica
I Guerrieri si sono classificati al terzo posto del Girone Sud, a pari punti con i Grizzlies Roma ma con una migliore differenza-punti (-14 contro -34).
| Classifica Girone Sud |    |   |    |     |     |      |           |
| Team                  | PG | W | L  | PF  | PS  | DP   | Millesimi |
| Marines Lazio         | 10 | 9 | 1  | 430 | 182 | 248  | 900       |
| Dolphins Ancona       | 10 | 8 | 2  | 351 | 153 | 198  | 800       |
| Warriors Bologna      | 10 | 5 | 5  | 157 | 171 | -14  | 500       |
| Grizzlies Roma        | 10 | 5 | 5  | 153 | 187 | -34  | 500       |
| Aquile Ferrara        | 10 | 3 | 7  | 219 | 243 | -24  | 300       |
| Briganti Napoli       | 10 | 0 | 10 | 36  | 410 | -374 | 0         |

## Playoff
Nel turno dei quarti di finale disputato in trasferta contro i Panthers Parma, i Guerrieri hanno perso per 14 – 43.

| Parma 14 giugno 2015, ore 16:00 CEST | Panthers Parma | 43 – 14 (23-7 0-0 6-0 14-7) | Warriors Bologna | Stadio Ennio Tardini |

## Statistiche

### Squadra
| Stagione | regular season | regular season | regular season | regular season | regular season | regular season | playoff | playoff | playoff | playoff | playoff | playoff          | playoff        |
|          | Vin            | Par            | Per            | Tot            | PF             | PS             | Vin     | Per     | Tot     | PF      | PS      | risultato        | avversaria     |
| -------- | -------------- | -------------- | -------------- | -------------- | -------------- | -------------- | ------- | ------- | ------- | ------- | ------- | ---------------- | -------------- |
| 2015     | 5              | 0              | 5              | 10             | 157            | 171            | 0       | 1       | 1       | 14      | 43      | Quarti di finale | Panthers Parma |

I Guerrieri hanno chiuso la stagione regolare 2015 con un record complessivo di 5 vittorie e 6 sconfitte, l'ottavo attacco e la quarta difesa della divisione per punti fatti e subiti, rispettivamente 157 (15,7 la media per partita) e 171 (17,1).
Sommando la partita di play-off disputata, le medie stagionali sono di 15,6 punti fatti e 19,5 punti subiti.
Nella stagione regolare, l'attacco guerriero è stato l'undicesimo (penultimo) per iarde conquistate, 1794 complessive suddivise quasi equamente tra corse e passaggi (890 e 904), per una media-partita di 179,4 yd, l'undicesimo per pass efficiency (69,0), e quinto per i sack subiti (12, per una perdita complessiva di 109 yd). La difesa è stata la terza per iarde concesse, 2246 complessive di cui 828 su corsa e 1418 su passaggio, per una media-partita di 224,6 yd, 9 intercetti totali compiuti (ottavo posto) e 17 sack totali (terzo posto). Inoltre, la difesa è stata la seconda per opposizione alla conversione del down al terzo tentativo (20 su 106), e la seconda sulle conversioni del quarto down (9 su 33).
Per quanto riguarda gli special team: i Guerrieri sono stati la terza squadra nei kickoff con una media di 34,4 iarde (49,4 yd la lunghezza media dei calci), e la e la quarta nei ritorni dei kickoff, con 19,6 yd; sono stati la seconda squadra nei punt, con 29,7 yd di media sui 36 calci di allontanamento eseguiti, e decima nei ritorni dei punt con appena 4,6 yd ritornate.

## Roster
Fonte: sito ufficiale dei Warriors Bologna – Serie A – 2015